# Chantraine
Pour les articles homonymes, voir Chantraine (homonymie).
Chantraine  est une commune française située dans le département des Vosges, en région Grand Est.
Ses habitants sont appelés les Chantrainois.

## Géographie

### Localisation
Chantraine est traversée par deux routes principales bordées d'habitations : la route départementale no 36 (rue des Forges) et la départementale 51 (rue du Général-de-Gaulle). Trois secteurs forestiers demeurent, cumulant 171 hectares ; celui de Bois-le-Duc est aménagé pour les loisirs (parcours sportif, cross équestre, course d'orientation, VTT), ceux de la Louvroie et des Tournées sont davantage orientés vers l'exploitation et la chasse.

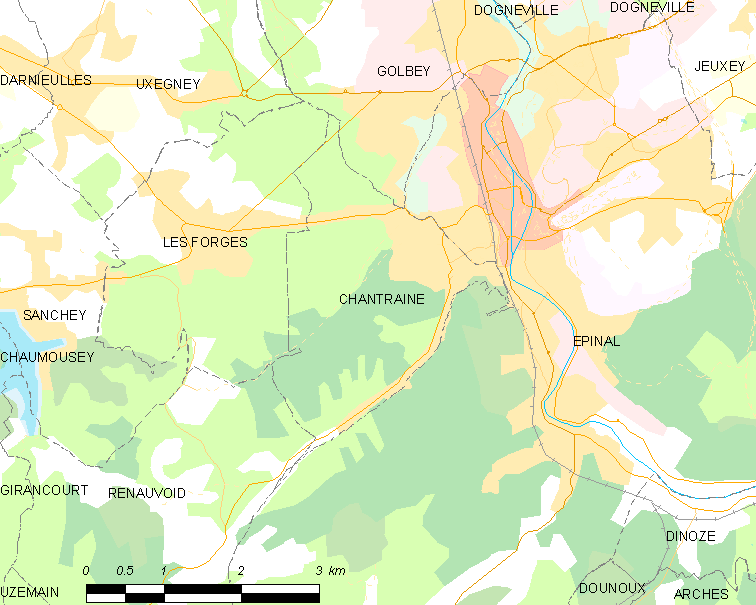
Situation géographique de Chantraine.

### Communes limitrophes
| Les Forges | Golbey     | Épinal |
| Les Forges | Chantraine | Épinal |
| Renauvoid  | Épinal     | Épinal |

Chantraine est une commune limitrophe d'Épinal dont elle prolonge l'agglomération au sud-ouest.

### Relief et géologie
Chantraine a une altitude minimale de 315 m et une altitude maximale de 496 m ; son altitude moyenne est de 391 m.
Le département compte deux spécificités géologiques majeures. L'Ouest du territoire départemental est composé de roches sédimentaires et forme le plateau lorrain. La seconde se trouve dans les montagnes de l'Est du département et constitue le socle de roches cristallines et gréseuses.

### Sismicité
Commune située dans une zone 3 de sismicité modérée.

### Climat
Pour des articles plus généraux, voir Climat du Grand Est et Climat des Vosges.
En 2010, le climat de la commune est de type climat de montagne, selon une étude du Centre national de la recherche scientifique s'appuyant sur une série de données couvrant la période 1971-2000. En 2020, Météo-France publie une typologie des climats de la France métropolitaine dans laquelle la commune est exposée à un climat semi-continental et est dans la région climatique  Lorraine, plateau de Langres, Morvan, caractérisée par un hiver rude (1,5 °C), des vents modérés et des brouillards fréquents en automne et hiver.
Pour la période 1971-2000, la température annuelle moyenne est de 9,7 °C, avec une amplitude thermique annuelle de 16,9 °C. Le cumul annuel moyen de précipitations est de 1 273 mm, avec 13,1 jours de précipitations en janvier et 10,5 jours en juillet. Pour la période 1991-2020, la température moyenne annuelle observée sur la station météorologique de Météo-France la plus proche, « Épinal », sur la commune de Dogneville à 6 km à vol d'oiseau, est de 10,3 °C et le cumul annuel moyen de précipitations est de 907,0 mm. 
La température maximale relevée sur cette station est de 39,3 °C, atteinte le 25 juillet 2019 ; la température minimale est de −18,9 °C, atteinte le 12 janvier 1987,,.
Les paramètres climatiques de la commune ont été estimés pour le milieu du siècle (2041-2070) selon différents scénarios d'émission de gaz à effet de serre à partir des nouvelles projections climatiques de référence DRIAS-2020. Ils sont consultables sur un site dédié publié par Météo-France en novembre 2022.

### Hydrographie et eaux souterraines
La commune est située dans le bassin versant du Rhin au sein du bassin Rhin-Meuse. Elle est drainée par la rigole d'alimentation du réservoir de Bouzey, le ruisseau d'Olima et la goutte du Bois le Duc,,.
La rigole d'alimentation du réservoir de Bouzey, d'une longueur totale de 41,5 km, prend sa source dans la commune de Saint-Étienne-lès-Remiremont et se jette  dans l'Avière à Chaumousey, alimentant le réservoir de Bouzey, après avoir traversé douze communes.

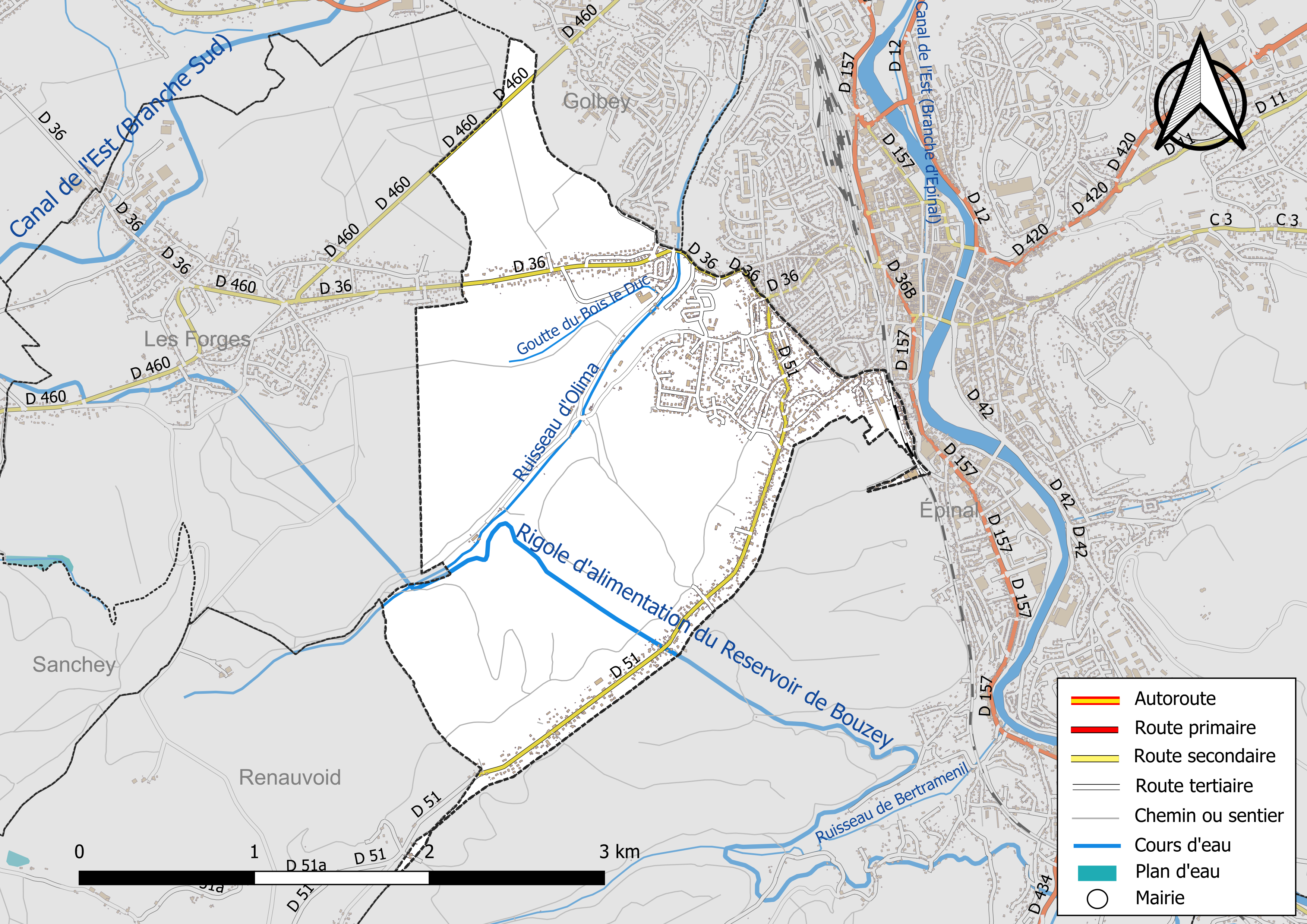
Réseaux hydrographique et routier de Chantraine.

## Urbanisme

### Typologie
Au 1er janvier 2024, Chantraine est catégorisée centre urbain intermédiaire, selon la nouvelle grille communale de densité à sept niveaux définie par l'Insee en 2022.
Elle appartient à l'unité urbaine d'Épinal, une agglomération intra-départementale regroupant douze  communes, dont elle est une commune de la banlieue,,. Par ailleurs la commune fait partie de l'aire d'attraction d'Épinal, dont elle est une commune du pôle principal,. Cette aire, qui regroupe 118 communes, est catégorisée dans les aires de 50 000 à moins de 200 000 habitants,.

### Occupation des sols
L'occupation des sols de la commune, telle qu'elle ressort de la base de données européenne d’occupation biophysique des sols Corine Land Cover (CLC), est marquée par l'importance des forêts et milieux semi-naturels (75,7 % en 2018), en diminution par rapport à 1990 (78,1 %). La répartition détaillée en 2018 est la suivante : 
forêts (75,7 %), zones urbanisées (23,4 %), prairies (0,9 %). L'évolution de l’occupation des sols de la commune et de ses infrastructures peut être observée sur les différentes représentations cartographiques du territoire : la carte de Cassini (XVIIIe siècle), la carte d'état-major (1820-1866) et les cartes ou photos aériennes de l'IGN pour la période actuelle (1950 à aujourd'hui).

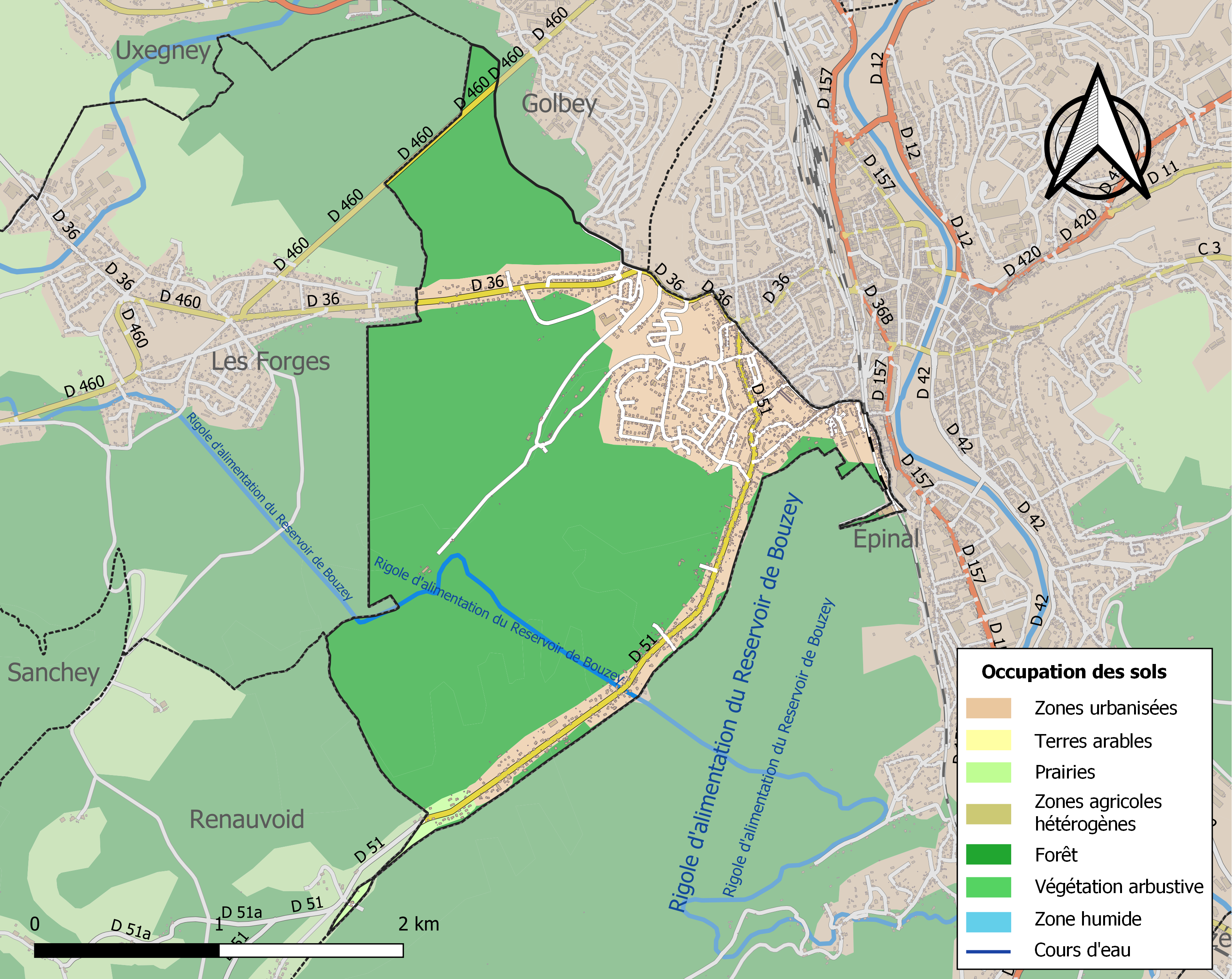
Carte des infrastructures et de l'occupation des sols de la commune en 2018 (CLC).
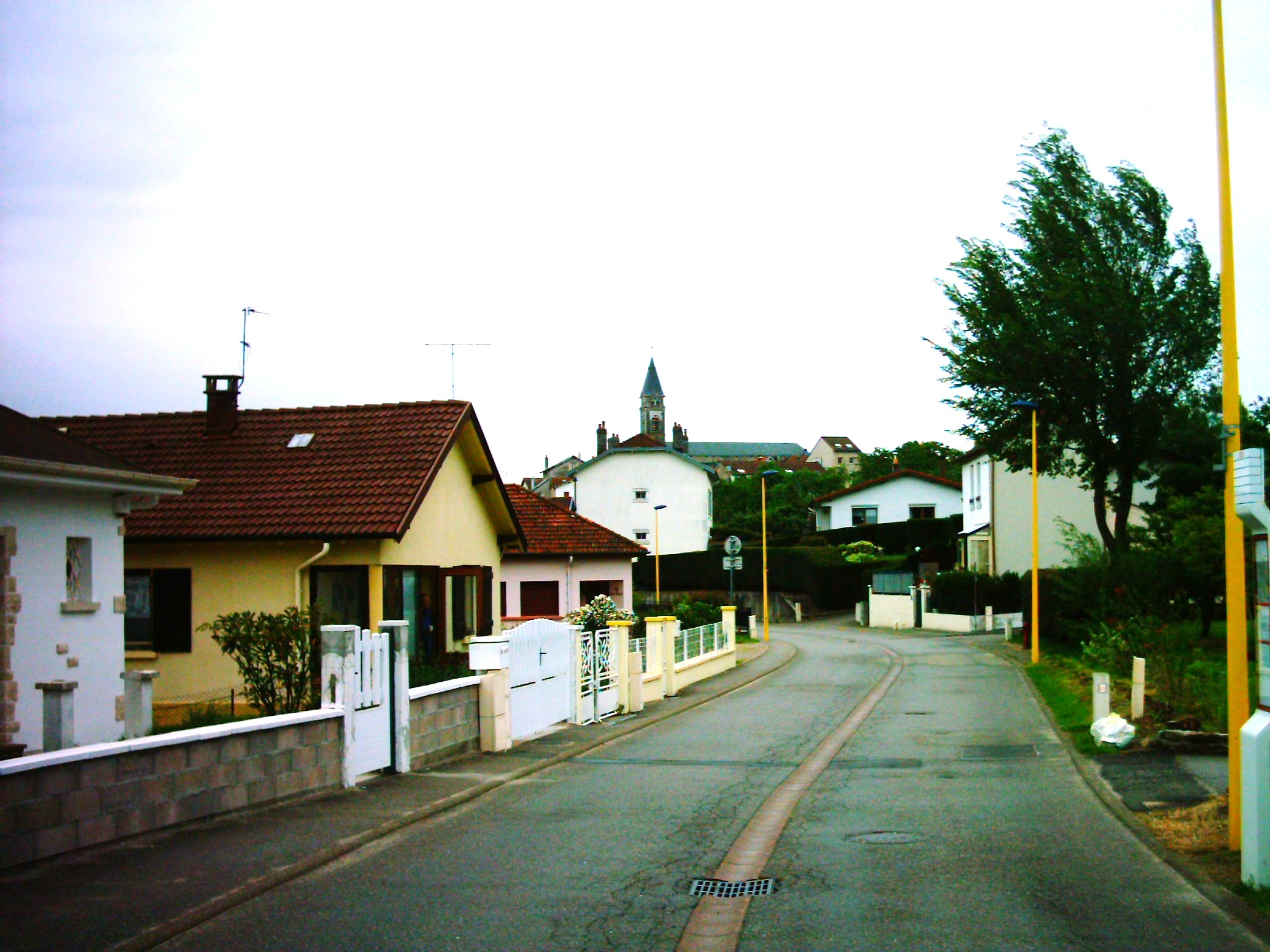
Une rue pavillonnaire.

### Intercommunalité
Commune membre de la Communauté d'agglomération d'Épinal.

### Voies de communication et transports

#### Voies routières
Chantraine compte deux voies routières principales qui traversent la commune et relient Épinal aux communes des Forges et de Renauvoid : la départementale 36 au nord, et la départementale 51 au sud.
En raison de sa proximité avec Épinal, la commune de Chantraine bénéficie de la même desserte que le chef-lieu du département.

#### Transports en commun

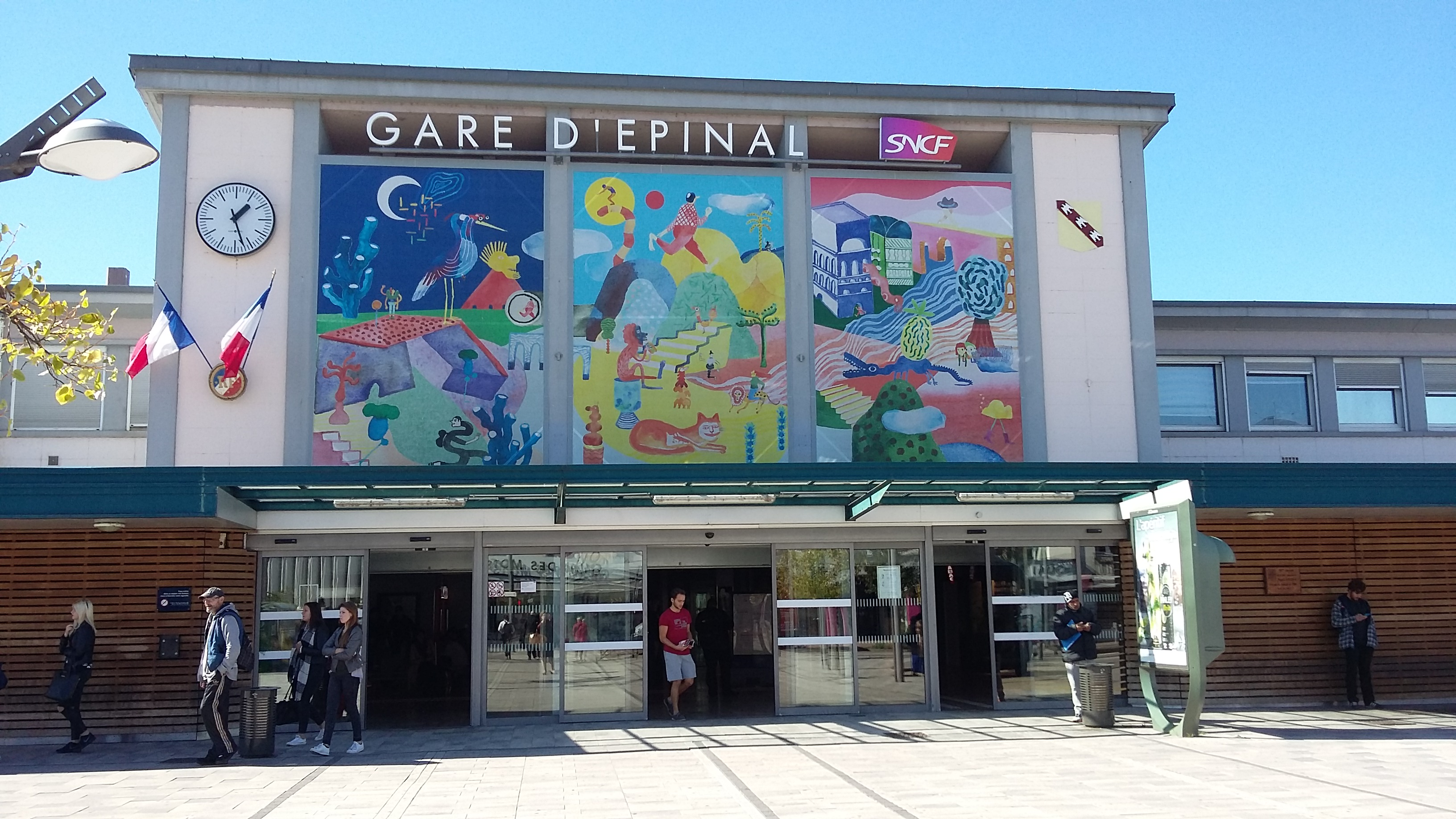
Gare d'Épinal.

- Fluo Grand Est.

##### SNCF
- Gare d'Épinal,
- Gare d'Arches,
- Gare de Thaon
- Gare de Docelles - Cheniménil,
- Gare de Xertigny.

## Toponymie
Le nom de la localité est attesté sous les formes La grange de Chanterene (1591) ; Au dessus du ruisseau de Chanterene (1597) ; Moitresse de Chantereine (XVIe siècle) ; Chantraine, hameau du ban d’Uxegney (1753) ; Chante Reine (XVIIIe siècle) ; Forge de Chantereine (an IX).

L'étymologie de ce toponyme provient de l'agglutination des mots canta et rana qui signifie : « l'endroit où chantent les grenouilles ».

## Histoire

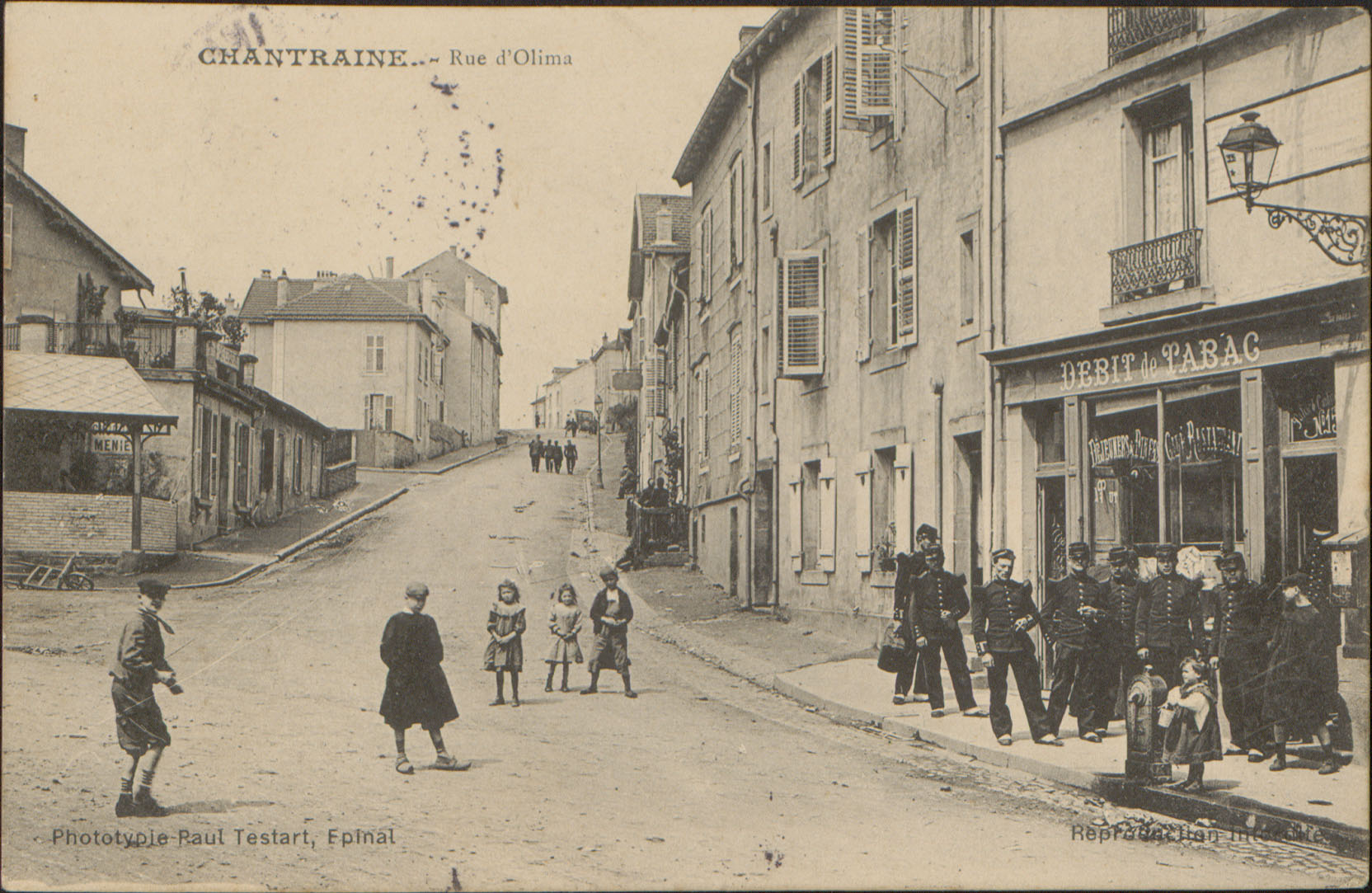
Ancienne carte postale de Chantraine, rue d'Olima, par Paul Testart

La commune de Chantraine est née en 1892, par séparation d'avec Les Forges. Cette modification répondait aux problèmes de dissension entre le village agricole traditionnel des Forges et les nouveaux habitants des quartiers est, ouvriers - pour partie d'origine alsacienne ou italienne - travaillant au canal de l'Est et au réservoir de Bouzey. C’est dès le 23 février 1873 que le conseil municipal, unanime, avait demandé la création d’une commune regroupant les Brosses, Chanteraine et la tranchée de Bains.
La commune a été décorée, le 11 novembre 1948, de la Croix de guerre 1939-1945.
Deux habitants ont par ailleurs été admis parmi les 4281 Justes parmi les nations de France pour avoir sauvé des personnes juives persécutées par le régime nazi et le gouvernement de Vichy : Auguste Colin et Marie Colin.

### Jumelages
- Italie : Cantarana, commune de la province d'Asti dans la région du Piémont, jumelée depuis le 19 mai 2007.

## Politique et administration

### Tendances politiques et résultats
Aux vues des résultats des élections municipales à Chantraine, les habitants de la commune se situent plutôt au DVD ou DVC.

### Liste des maires
| Période                                  | Période                    | Identité                  | Étiquette | Qualité                                                                                  |
| ---------------------------------------- | -------------------------- | ------------------------- | --------- | ---------------------------------------------------------------------------------------- |
| Les données manquantes sont à compléter. |                            |                           |           |                                                                                          |
|                                          |                            | Robert Abba               | SFIO      | Cheminot, syndicaliste FO                                                                |
| mars 1977                                | mars 1989                  | Roland Marchal            | RPR       | Chef de service à l'Équipement Conseiller général du canton d'Épinal-Ouest (1982 → 1988) |
| mars 1989                                | juin 1995                  | René Picardel             |           |                                                                                          |
| juin 1995                                | novembre 2019              | François Diot (1947-2019) | DVD       | Retraité de la fonction publique Décédé en cours de mandat                               |
| décembre 2019                            | mai 2020                   | Brigitte Gille (1948- )   | SE-DVD    |                                                                                          |
| mai 2020                                 | En cours (au 24 mars 2022) | Marc Barbaux (1952- )     | SE-DVC    | Ancien cadre                                                                             |

### Finances locales

#### Budget et fiscalité 2022

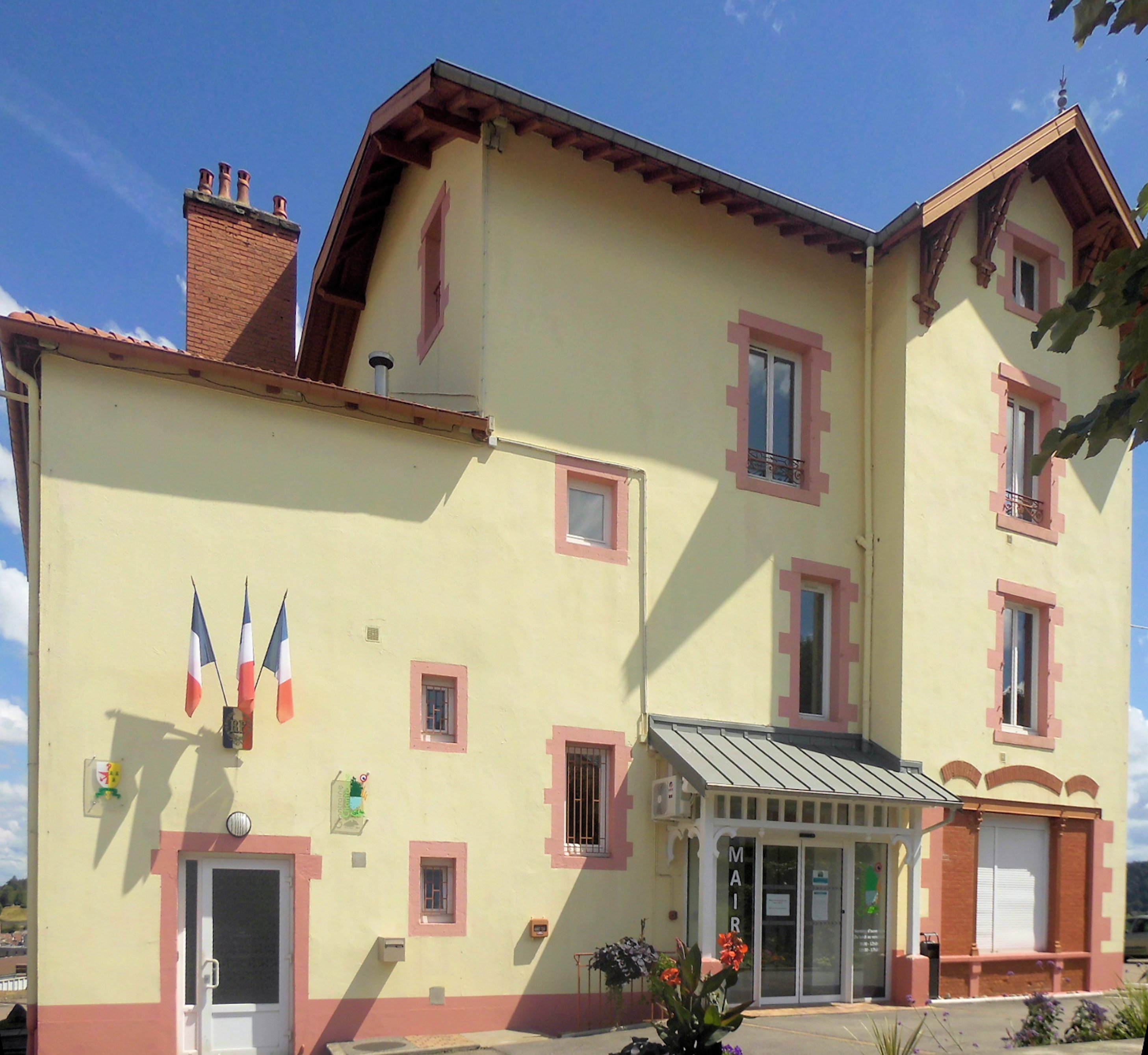
La mairie.

En 2022, le budget de la commune était constitué ainsi :
- total des produits de fonctionnement : 2 324 000 €, soit 706 € par habitant ;
- total des charges de fonctionnement : 1 745 000 €, soit 530 € par habitant ;
- total des ressources d'investissement : 1 015 000 €, soit 308 € par habitant ;
- total des emplois d'investissement : 559 000 €, soit 170 € par habitant ;
- endettement : 1 607 000 €, soit 488 € par habitant.

Avec les taux de fiscalité suivants :
- taxe d'habitation : 9,76 % ;
- taxe foncière sur les propriétés bâties : 41,22 % ;
- taxe foncière sur les propriétés non bâties : 19,55 % ;
- taxe additionnelle à la taxe foncière sur les propriétés non bâties : 0,00 % ;
- cotisation foncière des entreprises : 0,00 %.

Chiffres clés Revenus et pauvreté des ménages en 2021 : médiane en 2021 du revenu disponible, par unité de consommation : 24 500 €.

## Économie

### Entreprises et commerces

#### Agriculture
- Exploitation forestière.
- Élevage d'autres animaux.

#### Tourisme
- Gîtes ruraux.

#### Commerces
- Commerces et services de proximité.

## Population et société

### Démographie

#### Évolution démographique
L'évolution du nombre d'habitants est connue à travers les recensements de la population effectués dans la commune depuis 1896. Pour les communes de moins de 10 000 habitants, une enquête de recensement portant sur toute la population est réalisée tous les cinq ans, les populations de référence des années intermédiaires étant quant à elles estimées par interpolation ou extrapolation. Pour la commune, le premier recensement exhaustif entrant dans le cadre du nouveau dispositif a été réalisé en 2005.

En 2022, la commune comptait 3 201 habitants, en évolution de +0,22 % par rapport à 2016 (Vosges : −2,96 %, France hors Mayotte : +2,11 %).
| 1896  | 1901  | 1906  | 1911  | 1921  | 1926  | 1931  | 1936  | 1946  |
| ----- | ----- | ----- | ----- | ----- | ----- | ----- | ----- | ----- |
| 1 394 | 1 506 | 1 632 | 1 797 | 1 980 | 2 207 | 2 416 | 2 467 | 2 350 |

| 1954  | 1962  | 1968  | 1975  | 1982  | 1990  | 1999  | 2005  | 2006  |
| ----- | ----- | ----- | ----- | ----- | ----- | ----- | ----- | ----- |
| 2 195 | 2 992 | 2 998 | 3 083 | 2 972 | 2 843 | 3 052 | 3 009 | 2 999 |

| 2010  | 2015  | 2020  | 2022  | - | - | - | - | - |
| ----- | ----- | ----- | ----- | - | - | - | - | - |
| 3 143 | 3 153 | 3 190 | 3 201 | - | - | - | - | - |

### Enseignement
Établissements d'enseignements :
- Écoles maternelles et primaires.
- Collèges à Épinal, Golbey.
- Lycées à Épinal.

En 2010, la commune de Chantraine a été récompensée par le label « Ville Internet @ ».

### Cultes
- Culte catholique, Paroisse Saint-Goëry[37], Diocèse de Saint-Dié.

### Santé
Professionnels et établissements de santé :
- Médecins à Épinal,
- Pharmacies à Épinal,
- Centre hospitalier Émile-Durkheim à Épinal et établissements de santés à Golbey, Thaon-les-Vosges, Xertigny, Châtel-sur-Moselle.

## Culture locale et patrimoine

### Lieux et monuments
- Église catholique Saint-Pierre-Fourier, (Paroisse Saint Goëry, Diocèse de Saint-Dié) dont la première pierre a été posée en 1898. Le bienheureux René Dubroux y a été vicaire quelques mois en 1939 et de 1940 à 1943[39].
  - Un orgue d'occasion a été installé en tribune, au-dessus de l'entrée de l'église, par Joseph Voeglé en 1922[40],[41].

Cloches de l'église.
- Monuments commémoratifs[43],[44].

### Personnalités liées à la commune
- Charles Grandemange (1834-1870). Handicapé de naissance, né sans bras ni jambes, calculateur prodige, mathématicien reconnu et auteur d'un Traité d’arithmétique théorique, pratique et mentale. Il a passé sa carrière de mathématicien à Orléans. Il est en fait né à la Tranchée de Bains qui était à sa naissance rattachée à la commune des Forges avant d'être rattachée à Chantraine en 1892. La ville de Chantraine lui rend hommage par la construction d'un centre culturel portant son nom.

#### Médaille de la ville
Promotion 2002 :
- - Nicolas Rigault - athletisme (double champion de Lorraine Marathon Espoir) ;
  - Dimitri Cottinet - boxe thaï ;
  - Matthieu Haubensack - judo (champion des Vosges) ;
  - Philippe Hamelin - judo ;
  - Christiane Hamelin - judo ;
  - Loïc Étienne - cyclo-cross ;
  - Daniel Étienne - cyclo-cross.

Promotion 2013 :
- Jean-François Marchal, directeur de Vosgelis[45]

Promotion 2023 :
- Maïlys Colle, Médaille pour l'association Parenthèse. Concours national de danse pour la Région Grand-Est[46].

### Héraldique
| Blason | Blasonnement : Parti : au premier mi-parti d’argent à l’enclume de gueules, au marteau renversé du même brochant, au second d’or aux trois grenouilles de sinople allumées de gueules ; au bonnet phrygien de gueules à la cocarde d’argent boutonnée d'azur brochant en chef sur la partition. Commentaires : Le bonnet rappelle que la commune est née sous la IIIe République, issue de la commune des Forges, symbolisée par l’enclume et le marteau. Quant aux grenouilles, elles font allusion au chant des rainettes sur les rives de l’étang. |

## Pour approfondir